# Багер са висинском кашиком
Багер са висинском кашиком се користи за откопавање и утовар материјала у средства транспорта, као и за откопавање и директно пребацивање у откопани простор јаловинског материјала. Може да откопава материјал без претходнох уситњавања (минирања), као и претходно изминирани материјал.

## Намена
Багер са нормалном (висинском) кашиком је конструктивно предодређен за откопавање радилишта (блока) изнад нивелете планума на којој се налази багер, предодређен је за висински рад. Он може и да откопава материјал испод нивелете планума на којој се налази, али је дубина откопавања незнатна и та је конструктивна могућност више произашла из захтева да се багер може лакше извући у случају заглаве одупирујући се од кашику, него што је у питању неки технолошки захтев.

## Конструкција
- Доњи непокретни построј на коме је смјештен транспортни уређај
- Обртне платформе
- Радног органа

## Радни орган
Радни орган багера са нормалном (висинском) кашиком се састоји из:
- стреле која је зглобно везана за окретну платформу,
- ручке или ручки (може да их буде две) која је преко седластог лежиста конструктивно везана на стрелу,
- кашике која је чврсто везана за ручку или ручке и обешена о стрелу преко ужета за дизање кашике,
- механизма за потискивање ручке или ручки, и
- механизма за отварање дна кашике

## Радни процес
Процес рада багера са нормалном (висинском) кашиком се састоји у следећем: багер се поставља у близини доње ивице етажне косине, а кретање кашике заједно са ручком од доње ка горњој ивици етажне се врши на рачун скраћивања дужине ужета за подизање кашике која се намотава на добош главне дизалице тј. дизалице за подизање кашике. При овоме кашика и ручка врше кретање по одређеном луку. Истовремено са овим кретањем кашици и ручки се саопштава и поступно кретање напред, при чему се кашика урезује у материјал.
Ручка заједно са кашиком, може се кретати лучно и померати се напред-назад дуж своје осе под дејством механизма за потискивање, клизећи у седластом лежишту. Доњи крај стреле је зглобно везан за окретну платформу, а њен горњи део (врх стреле) се држи у нагнетном положају помоћу ужади која прелазе преко котурова на врху двоногог подупирача и навијају се на добош дизалице за подизање односно спуштање стреле багера. Нормалан угао стреле при раду багера кашикара износи 45°. По потреби угао стреле се може мењати у дијапазону од 35 до 60°.

## Радни параметри
Радни параметри багера са нормалном (висинском) кашиком зависе од запремине кашике, дужине стреле и ручки као и од угла нагиба стреле. Разликујемо следеће радне параметре багера кашикара:
- Радијус копања - Рк, представља хоризонтално растојање од окретне осе платформе багера до врха зуба на багерској кашици при откопавању материјала. Разликујемо: максимални радијус копања - Ркмах при максимално истуреним ручкама и радијус копања на планирној равни - Ркх.
- Радијус пражњења, представља хоризонтално растојање од вертикалне осе окретања платформе багера до осе багерске кашике у процесу пражњења. Разликујемо: радијус пражњења при максималној висини пражњења - Рпвмах и максимални радијус пражњења при максимално истуреним и хоризонтално испруженим ручкама - Рпмах.
- Висина копања - Хк, представља вертикално растојање од нивелете планума на којем се багер налази до врха зуба на кашици при копању. Максимална висина копања - Хкмах одговара максимално издигнутим ручкама.
- Висина пражњења - Хп, преставља вертикално растојање од нивелете планума на којем се багер налази до доње ивице затварача дна кашике у процесу пражњења исте. Максимална висина пражњења - Хпмах одговара максимално издигнутим ручкама и кашици.
- Дубина копања - Хд, представља вертикално растојање од нивелете планума на којој се багер налази до врха зуба на кашици кад багер копа материјал испод планума на коме стоји.